# ده به
ده به یا دهبه ، روستایی از توابع بخش مرکزی شهرستان قیر و کارزین در استان فارس ایران است.

## جمعیت
این روستا در دو کیلومتری شمال شهر کارزین قرار دارد و براساس سرشماری مرکز آمار ایران در سال ۱۳۹۵، جمعیت آن ۱۵۱۳ نفر (۳۱۴خانوار) بوده‌است

## مذهب
دین مردم روستای ده به اسلام و مذهب آنها شیعه 12 امامی می باشد.